# Ormetica goloma
Ormetica goloma är en fjärilsart som beskrevs av William Schaus 1920. Ormetica goloma ingår i släktet Ormetica och familjen björnspinnare. Inga underarter finns listade i Catalogue of Life.